# 羅洪特寫本

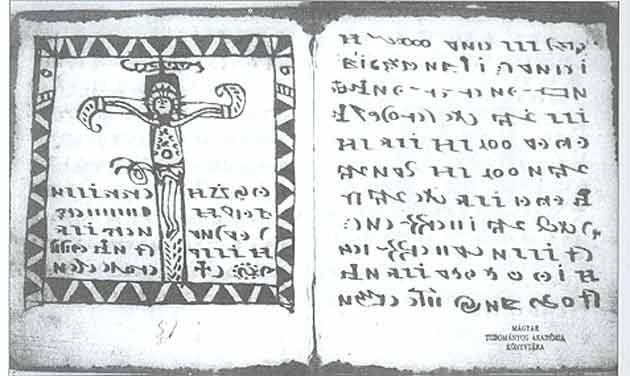
羅洪特写本的其中一頁

羅洪特写本（Rohonc Codex）是一本內容不明的神秘書籍，全書共448頁；以當時的發現地哈布斯堡君主國西部都市羅洪特（今奧地利布爾根蘭州上瓦特縣雷希尼茨鎮）命名。
寫本用紙檢測出為約1430年時所製造的威尼斯紙，然而書寫的內容卻可能是在紙張製造很久之後才寫上去的：而相反的也有可能是抄寫於更古老的書本內容，因此仍然無法確定切確的成書時間。

## 歷史
此書最初的擁有者是19世紀匈牙利貴族Gusztáv Batthyány伯爵；之後他將此書及其他藏書全部捐贈給匈牙利科學院，而這本書直到1838年為止都還是伯爵的私人藏書。
不過，這本書的正確起源不明；Batthyány伯爵家在1743年的藏書目錄內有著「匈牙利語的祈禱文・十二開的書本一本」的紀錄，該書的大小和推測的書本頁數和羅洪特寫本的特徵一樣。然而目錄內只有一小段敘述內容，並無法確認是不是羅洪特寫本。
而後於1840年左右，先是由匈牙利學者Ferenc Toldy開始研究寫本內文，而後Hunfalvy Pál、澳大利亞古文學專家Mahl博士分別繼續研究。1884年至1885年，捷克布拉格的大學教授Josef Jireček和Konstantin Jireček研究其中的32頁；1885年送往因斯布魯克大學教授Bernhard Jülg處研究，1890年至1892年被匈牙利知名画家Munkácsy Mihály送往巴黎研究，不過依舊是徒勞無功。
現在寫本保存於匈牙利科學院內，可利用寫本的微縮膠片拷貝來進行研究，但是必須要先獲得特殊的許可。

## 內容

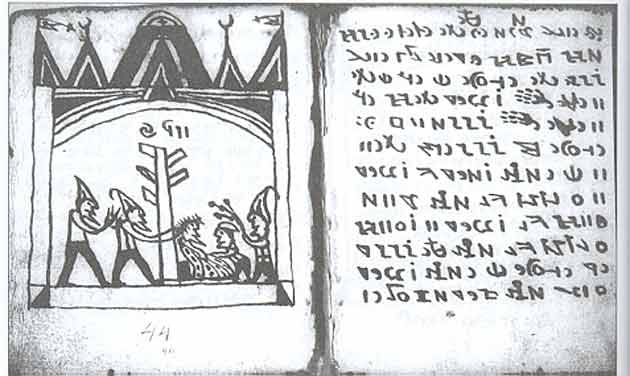
眉月型的屋頂裝飾

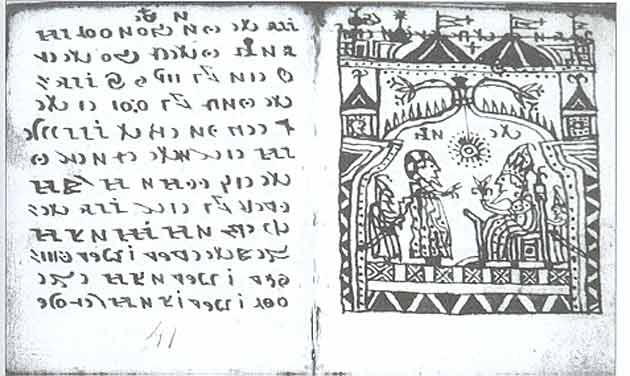
穆斯林和基督徒

羅洪特寫本以十二開的威尼斯紙構成，內頁文字約9-14行；此外還付有類似宗教或是軍事之類的87幅插畫，其中可以看見諸如十字架、新月和卍字的圖案，似乎是描寫基督徒、穆斯林和佛教徒等不同宗教信仰的人們共同生活的場景。
寫本內使用的文字種類比現在已知的任何一種字母系統還要多上約10倍，不過有一部分記號使用的次數很少；因此也有推測書中文字並非字母系統，而是類似日語的假名一樣是音節文字或是漢字的語素文字的推測。此外，由左邊不對稱的段落推斷，文字是由右至左書寫。

## 文字

古匈牙利文字

寫本內書寫的文字和語言都不明，語言推測可能是匈牙利語、達基亞語、早期羅馬尼亞语或欽察語；此外也有以婆羅米文書寫印地語的說法，然而以上推測都沒有證據可以加以證實。
1889年，由Személyek|Némethi Kálmán整理出寫本的文字一覽；1970年，Gyürk Ottó進行有組織性的研究；得出文字是由右往左、由上往下順序書寫的結論並得知了寫本的頁數順序。1990年代中期，Locsmándi Miklós利用電腦分析文字內容；發現有一個類似羅馬字母i的記號似乎是用來分隔句子，同時似乎也代表著11。Locsmándi Miklós還研究類似附加符號的記號，不過並沒有發現規則性；然而寫本內的文字有著類似匈牙利語的語格變化的特徵，因此Locsmándi Miklós認為寫本不是惡作劇或是偽造品。
不過匈牙利學者則多半認為，寫本是特蘭西瓦尼亞系匈牙利古董商Literáti Nemes Sámuel所偽造的。他除了是匈牙利國立圖書館的共同創設者之一，還是惡名昭彰的贋作作家，甚至還騙過了不少當時有名的學者專家。最先主張Literáti Nemes Sámuel偽造說的是匈牙利歷史學家Szabó Károly於1866年提出，而後1878年Fejérpataky László、1899年Tóth Béla、1930年Pintér Jenő、1973年Csapodi Csaba等人的後繼研究也認同這個說法。

## 解讀法
Nyíri Attila在僅僅研究寫本的其中2頁後，提出了解讀的方法；他先將文字顛倒順序排列，並找出其中類似字母系統的文字。這個時候，同樣的文字就可能發出不同的發音；相反的，不同的文字也可能發出同樣的發音。不過為了拼出有意義的單字，Nyíri Attila亦有將原本文字的順序調整的情況。
以下是Nyíri Attila提出的翻譯。

Eljött az Istened. Száll az Úr. Ó. Vannak a szent angyalok. Azok. Ó

你的神降臨了。主他飛舞著。噢，神聖的天使們就在那裡。天使們啊。噢。

羅馬尼亞語言學者Viorica Enăchiuc則認為寫本是Vlach人與欽察人或佩切涅格人的對戰紀錄；因此使用的語言應該是世俗拉丁語或早期羅馬尼亞語的一種，Viorica Enăchiuc提出的寫本序章的一節翻譯如下。

Solrgco zicjra naprzi olto co sesvil cas

噢，燃燒的太陽啊，無論何時都留下了印記。

其他還有印度人Mahesh Kumar Singh的解讀法，他認為寫本最初的24頁都是將印地語直接音譯成匈牙利語，並且是尚未發現的聖經經外書的開頭部分。內容則是以冥想般的方式開始序章，接著敘述耶穌還是孩童時代的事情。
這個說法被刊載在匈牙利的研究雜誌Turán上。。

## 外部連結
- 羅洪特寫本的照片 （页面存档备份，存于）
- 羅洪特寫本的介紹 （页面存档备份，存于）
- 對Viorica Enăchiuc翻譯法的批判
- 羅洪特寫本完全以匈牙利語寫成的立場的研究書，有一部分寫本的插畫。